# Кощій Безсмертний
Кощі́й Безсме́ртний (від рос. Коще́й Бессме́ртный), або Кості́й Безду́шний — слов'янський казковий персонаж, злий чаклун у подобі старого, проте могутнього чоловіка, викрадач дівчат. Питомий як для українських казок, так і російських, проте в українському фольклорі з часом витіснений Змієм.

## Походження імені
Щодо походження слова «кощій» висунуто кілька версій.
- Від д.-рус. костити («поганити», «бруднити», «паплюжити», «сквернити»), яке пов'язане з прасл. *kostь («гидота» — з первісного значення «труп», «падло»). Пор. укр. костити («брудно лаяти»), рос. кощун («блюзнір»), кощунство («блюзнірство»), кащёнок («мерзотник»), біл. касціць («випорожнятися»). Тобто, «Кощій» — «паплюжник», «осквернитель», що узгоджується з його казковим образом викрадача та мучителя прекрасних дівчат[3].
- Від «кощавий», «кістка». Закінчення -ій при іменниковому корені слова позначає рясність, велику кількість: «губій», «чубій» тощо[1], або вказівку на діяльність: «костосій», «той, хто сіє кістки»[4]. Проте, прибічники першої версії припускають, що подібне значення є вторинним, викликаним пізнішим перетлумаченням незрозумілого слова «кощій»[3]. Прихильники ж теорії значення «кістлявий» відслідковують протилежний процес деетимологізації з поширенням слова зі заходу на схід: від Kościej в польських та Костій в українських казках до Кош та Кот в російських народних казках[1].
- Від къшь — «жереб», «доля»[5].
- Від нижньолужицького koštlar — «заклинач»[6].
- Від тюркського košci («раб», «невільник», «отрок»)[3][7].

Жартівливе ймення Чахлик Невмирущий фіксується ще до 1991 року. Його імовірне походження — російська пародія на українізацію, що може сягати 1920-х років.

## Образ і заняття

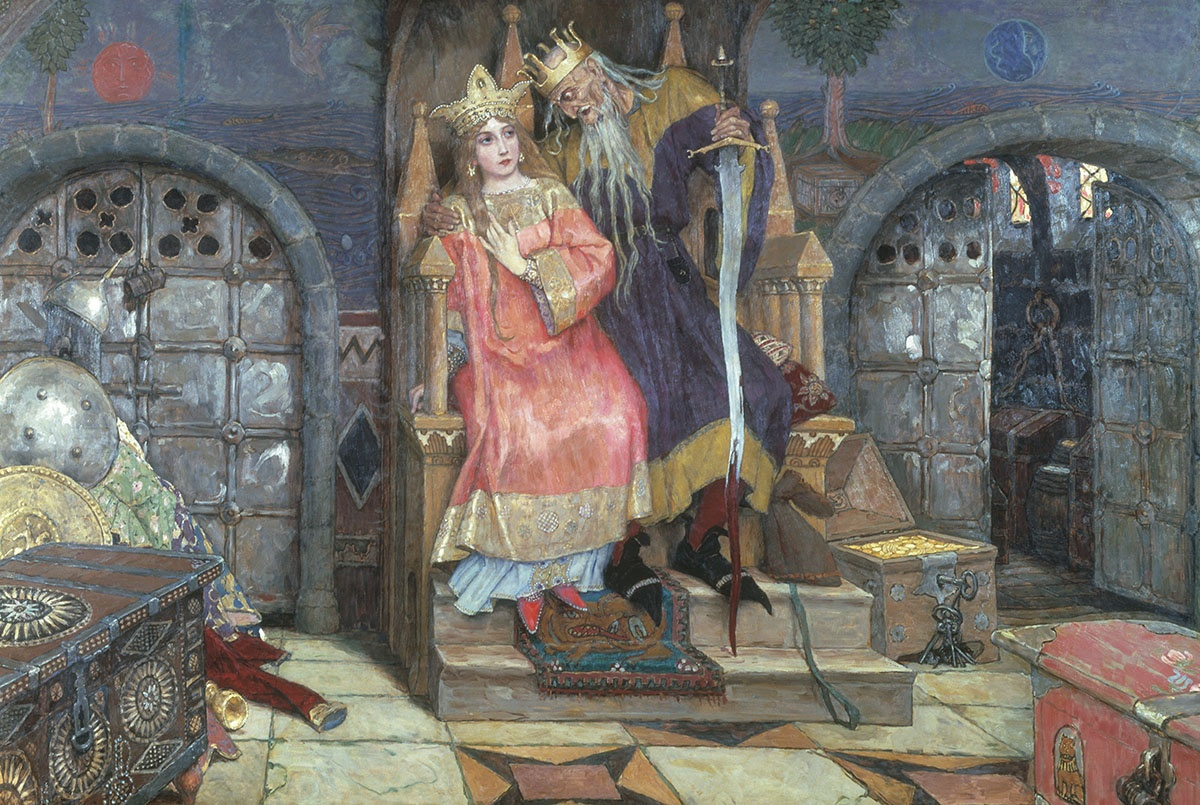
Кощій Безсмертний на картині Віктора Васнецова.

Типово Кощій постає як старий, кволий з вигляду чоловік, нерідко з дуже довгою бородою. Іноді він карлик, а борода значно перевищує його зріст. Попри це Кощій надзвичайно сильний: розкидає богатирів «як комарів», піднімає меч у «п'ятсот пудів», бореться з героєм цілий день. Для підтримання сили він повинен багато їсти: «за трьох богатирів», за раз випиває діжку води, з'їдає пів бика. Зрідка згадуються тваринні риси Кощія: ікла, як у кабана. Пов'язування слова «Кощій» з кістьми зумовило пізні зображення Кощія як худого, кістлявого чоловіка. Кощій буває сліпим, зокрема не може самостійно підняти повіки, подібно до Вія. Також він іноді здатен літати, спричиняючи руйнівний вітер, що споріднює Кощія зі Змієм Гориничем.
Кощій близький до Баби-Яги тим, що відчуває огиду до присутності живих у своїх володіннях (обоє промовляють характерні фрази як-от «Фу-фу, руським духом пахне!»). Він живе дуже далеко, на краю світу, куди веде дуже довгий і складний шлях. У казках часто вказується, що герой, перш ніж дістатися до Кощія, стоптує кілька пар залізних чобіт, зношує залізні шапки, палиці тощо.
Житлом Кощія слугує палац, великий дім з різним багатством: золотом, сріблом, перлами. Нерідко на початку Кощій перебуває в ув'язненні безсилий: сидить у погребі, стоїть на палаючій дошці, в полум'ї, вариться в казані. Буває, уточнюється причина його ув'язнення: наречена Кощія карає його за залицяння чи погані подарунки, як-от завеликі черевички. Проте випивши води, Кощій повертає втрачену силу. Герої казок звільняють Кощія, не знаючи хто він, а той обіцяє за воду винагороду. Наприклад, врятувати від «трьох смертей» чи «додати ще два віки» життя. Але звільнившись, Кощій викрадає наречену героя. Викрадення може бути як невмотивованим, так і слугувати своєрідним покаранням за недотримання дошлюбних табу. До прикладу, якщо герой вступає в кімнату нареченої. Тоді Кощій хапає її та забирає в своє царство.
Полонянки Кощія трапляються двох видів. Вони можуть змиритися з викраденням та одружитися з Кощієм, хоча й не любити його. Або всіляко відкидати примус до одруження. В деяких казках саме викрадена наречена дізнається в Кощія його вразливість, щоб потім повідомити її героєві. При цьому Кощій спершу дає хибні відповіді, що його смерть начебто схована в вінику, на рогах корови тощо.
У Кощія буває чарівний кінь, який говорить людською мовою, попереджає про небезпеку, напрочуд швидко бігає. Швидкість підкреслюється порівняннями з дуже довгим часом: кінь наздожене героя, навіть якщо мине час, потрібний, щоб виростити пшеницю чи ячмінь.
Щоб перемогти Кощія, героєві може знадобитися власний чарівний кінь, яким володіє Баба-Яга чи Кощієва матір. Його може народити кобила, яку переслідують вовки: щойно вона народжує лоша, як вовки з'їдають його. Коли герой рятує лоша, воно виявляється слабким, але швидко сильнішає, коли його випасають на пшениці, вівсі та ячмені.
Смерть або душа Кощія відокремлена від тіла та схована. Поширений казковий мотив про Кощієву смерть, сховану там, де «ніхто не ходить, ніхто не їздить». Іноді скриня зі смертю міститься в трьох тваринах, які послідовно сховані у скрині на дубі. Ці тварини відповідають міфологічним ярусам світу: небу, землі та воді. Небесні тварини — це орел, яструб, ворон; земні — ведмідь, собака, лисиця; водяні — риба, рак, селезень. Коли герой відчиняє скриню, звідти тікає небесна тварина, з неї вискакує земна, далі водяна і врешті герой отримує яйце. Якщо його зім'яти, розбити чи спалити, то Кощій помирає. Іноді в яйці міститься голка, яку потрібно зламати, щоб Кощій загинув. Також трапляється, що Кощій помирає, коли чарівний кінь героя б'є Кощія копитом у лоб; або його власний кінь вступає з героєм у змову та скидає хазяїна з висоти; чи герой підміняє Кощієвого коня своїм.

## Трактування образу
Кощій постає володарем смерті, він може насилати та відвертати її, тоді як яйце, де схована Кощієва смерть, уособлює початок нового життя. Неволя наречених у царстві Кощія слугує відгомоном часів, коли дівчатам заборонялося покидати батьківський дім за якийсь термін до весілля. Тому Кощія можна розуміти як розпорядника весільного обряду, у владі якого наречена символічно помирає в одному статусі та відроджується в іншому. За поясненням Володимира Проппа, Кощій — це особа, що проводила ритуальну дефлорацію нареченій, а потім віддавала її нареченому. Тож первісно цей персонаж не був негативним, а мотив його вбивства порівняно пізній. Єлеазар Мелетинський пояснював казки про Кощія як опис порушення давніх правил одруження, але в цьому випадку не героєм, а самим Кощієм. Він є надто далеким, чужим женихом, а герой і наречена повинні належати до однієї спільноти.
На думку Джеймса Фрейзера, Кощій відсилає до стародавніх обрядів посвячення, коли душа людини передається її тотему. Він наводив ряд подібних казкових мотивів, серед яких із німецької казки про велетня на прізвисько Бездушний, що тримає свою душу в скриньці, котра стоїть на скелі серед Червоного моря. Володимир Пропп проте критикував цю думку, вказуючи, що Фрейзер не брав до уваги казковість Кощія.
Олександр Афанасєв вбачав у Кощієві уособлення холодної погоди, демона, що забирає дощову вологу.
Михайло Драгоманов вважав, що образ Кощія сполучився з образом Шолудивого Буняки. За дослідженням Михайла Грушевського, в українських казках Кощій та Змій взаємозамінні, хоча образ Кощія ослаб; а ті новіші казки, де фігурує Кощій, можуть бути проявами російського впливу.
Борис Рибаков пропонував пояснення, що казки про Кощія відображають перемогу жителів Чернігова у IX—X ст., коли вони розбили печенігів і звільнили руських полонянок. Володимир Анакін описував джерелом образу Кощія збірний образ ворожих воєначальників, соціальної неправди та батьківського стяжальництва й насильства. Людмила Алексєєва вважала Кощія богом смерті й холоду, уособленням полярного сяйва — звідси блиск його скарбів.
Голка часто фігурує в ритуалах насилання та відвернення пристріту. Голку, використану в ритуалі, згідно з забобоном, належало зламати.

## У масовій культурі
Кощій Безсмертний фігурує в радянських фільмах — екранізаціях казок: «Кощій Безсмертний» (1944), «Вогонь, вода та... мідні труби» (1968). В переосмислених, іноді комічних подобах Кощій з'являється у «Там, на невідомих доріжках…» (1982), «Після дощика у четвер» (1985), «На золотому ґанку сиділи» (1986), «Казка про закоханого маляра» (1987), «Лілова куля» (1987). В фільмі «Веселе чарівництво» (1969) дія перенесена в сучасність в Кощій виступає бухгалтером. Зображений також у ляльковому мультфільмі «Краса ненаглядна» (1958). В російському кінематографі після розпаду СРСР присутній у «Книзі майстрів» (2009), «Останній богатир» (2017), анімаційному фільмі «Кощій: Початок» (2021).
Присутній у відеоіграх RuneScape (1999), Incredible Adventures of Van Helsing (2013), The Witcher 3: Wild hunt (2015).